# Sericogyra
Sericogyra is een geslacht van weekdieren uit de klasse van de Gastropoda (slakken).

## Soorten
- Sericogyra metallica Marshall, 1988
- Sericogyra periglenes Marshall, 1988